# Електрометалургійний завод у Садат-Сіті (ARCOSTEEL)
Електрометалургійний завод у Садат-Сіті (ARCOSTEEL) – підприємство чорної металургії Єгипту, яке належить Arab Company For Special Steel (ARCOSTEEL).
Проект реалізувала компанія ARCOSTEEL, яку створили у 1992 році. Споруджений нею металургійний завод має річну продуктивність у 140 тисяч тон прокату та випускає автоматну сталь, загартовану сталь, неіржавну сталь та сталь, що цементується у вигляді катаних прутків різного профілю (rolled bars), катаної котушки (wire rod coils) та сортової заготовки (cast billets).
Завод обладнаний електродуговою піччю, піччю-ківшем та прокатним станом,  всі із продуктивністю 45 тон на годину. Піч працює на гарячебрикетованому залізі, брухті та необхідних добавках (сплави, оксид кальцію, фторид кальцію).
Власниками ARCOSTEEL була група державних компаній, як то National Bank of Egypt, National Investment Bank (через фонд Saudi Egyptian Industrial Investment, яким володіє на паритетних засадах із Міністерством фінансів Саудівської Аравії), Misr Insurance, Metallurgical Industries Holding Company, Egyptian Reinsurance Company, Egyptian General Petroleum Corporation, Suez Canal Authority. В 2022 році National Bank of Egypt, що був найбільшим акціонером, продав свою частку приватному металургійному холдингу Al-Ashry Steel.